# 伊朗教育
伊朗教育系統由遍佈全國各地的學校及大學構成。截至2016年，伊朗成年人口的识字率约为94%。
伊朗女性受教育程度达到97%。15至24岁的女孩普遍识字。2012年，入学的大学生中60%是女性。小学入学的女男比例是全世界各主权国家中最高的，达到了1.22:1。
伊朗政府从2023年起禁止开设新的私立学校。

## 外部連結
- 伊朗教育部